# Protorthodes alfkenii
Protorthodes alfkenii là một loài bướm đêm trong họ Noctuidae.